# Gregory Gallant
Gregory Gallant   (Clinton, 16 de setembre de 1962) més conegut com a Seth, és un dibuixant de còmics i il·lustrador canadenc.